# Huizhou (Huangshan)
Der Stadtbezirk Huizhou (chinesisch 徽州区, Pinyin Huīzhōu Qū) ist ein Stadtbezirk der bezirksfreien Stadt Huangshan in der Provinz Anhui im Süden der Volksrepublik China. Der Stadtbezirk hat eine Fläche von 446,4 km² und zählt 97.000 Einwohner (Stand: Ende 2018).